# 楽陵市
楽陵市（らくりょう-し）は、中華人民共和国山東省徳州市に位置する県級市。

## 歴史
前202年に楽陵県が設置される。その後220年（建安25年）に楽陵郡が置かれ、その後の行政区画の変遷で楽陵県の地名が廃止されたが、1960年1月に再び楽陵県が設置され、さらに1988年9月に県級市に改編され現在に至る。

## 行政区画
- 街道:市中街道、胡家街道、雲紅街道、郭家街道
- 鎮:楊安鎮、朱集鎮、黄夾鎮、丁塢鎮、花園鎮、鄭店鎮、化楼鎮、孔鎮、鉄営鎮
- 郷:西段郷、大孫郷、寨頭堡郷

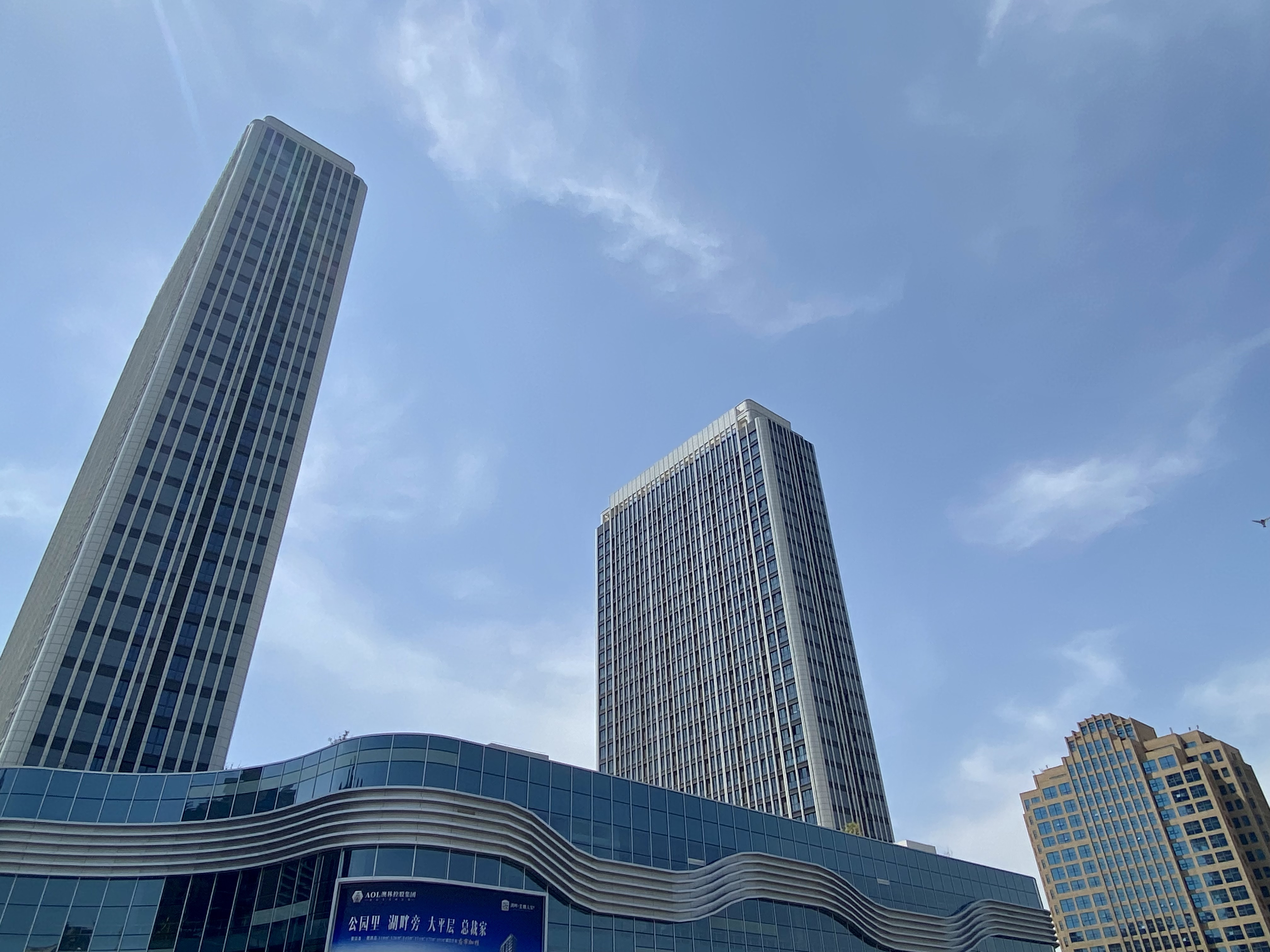
商業エリア
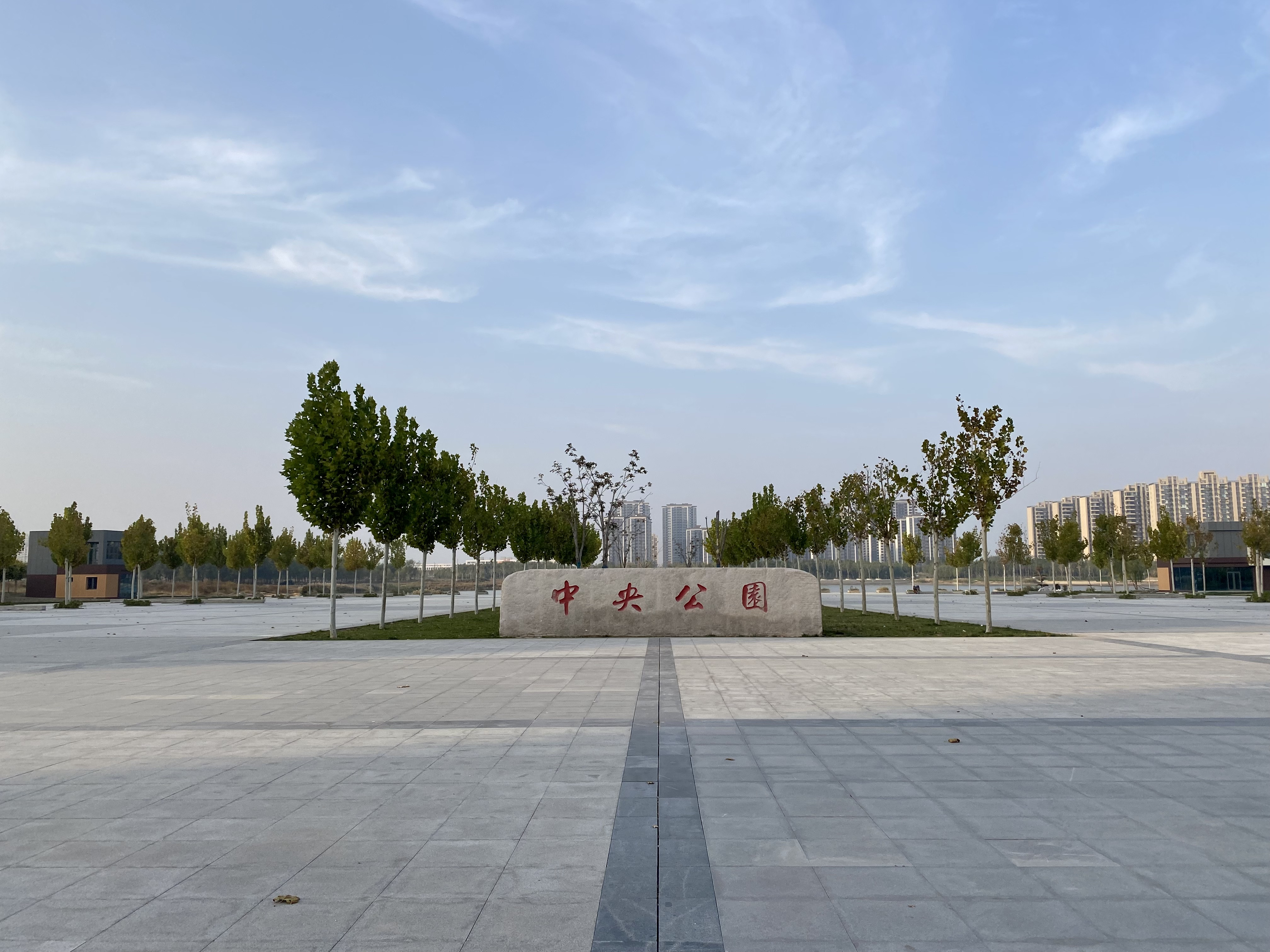
中央公園
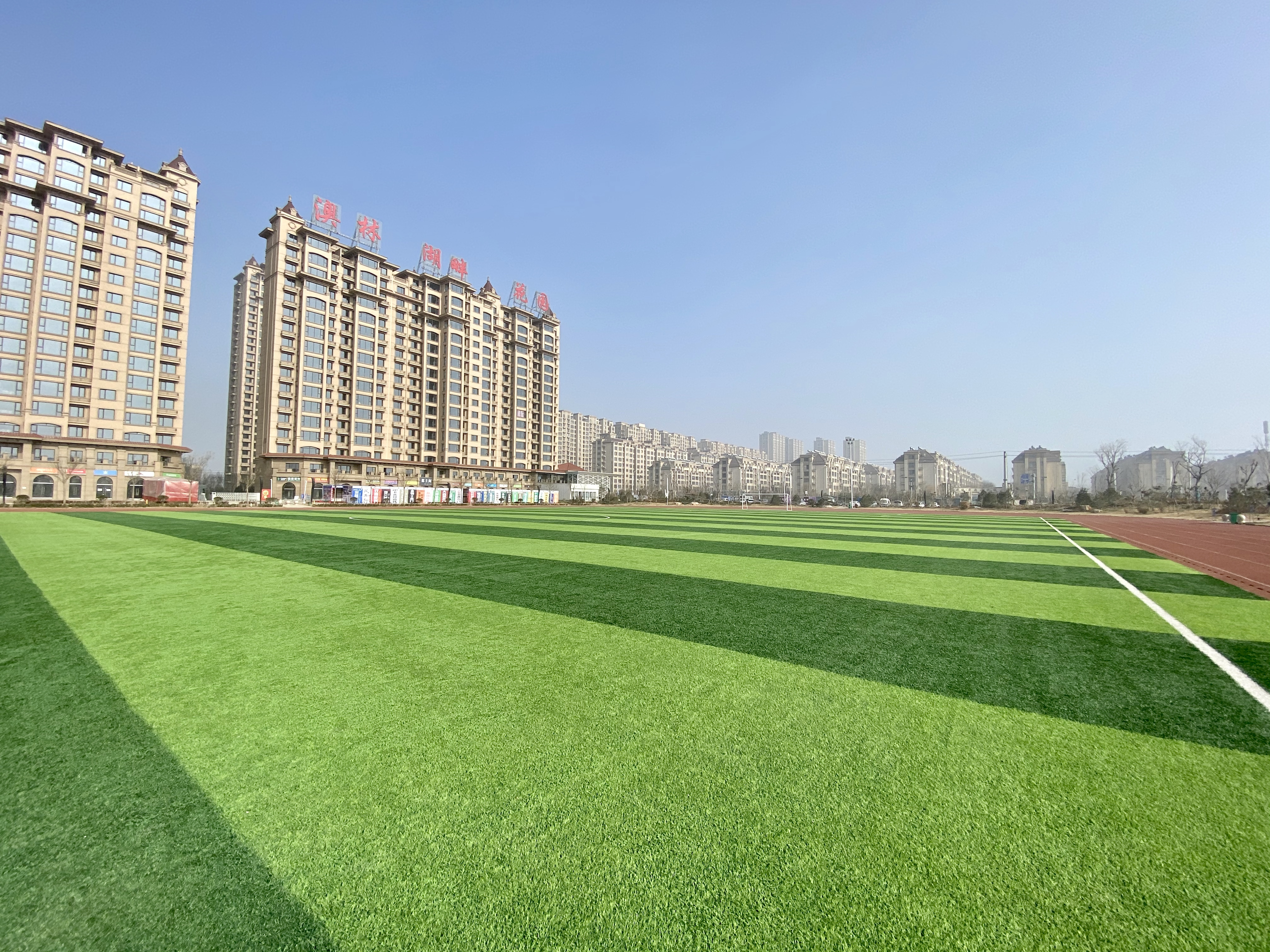
市民運動場
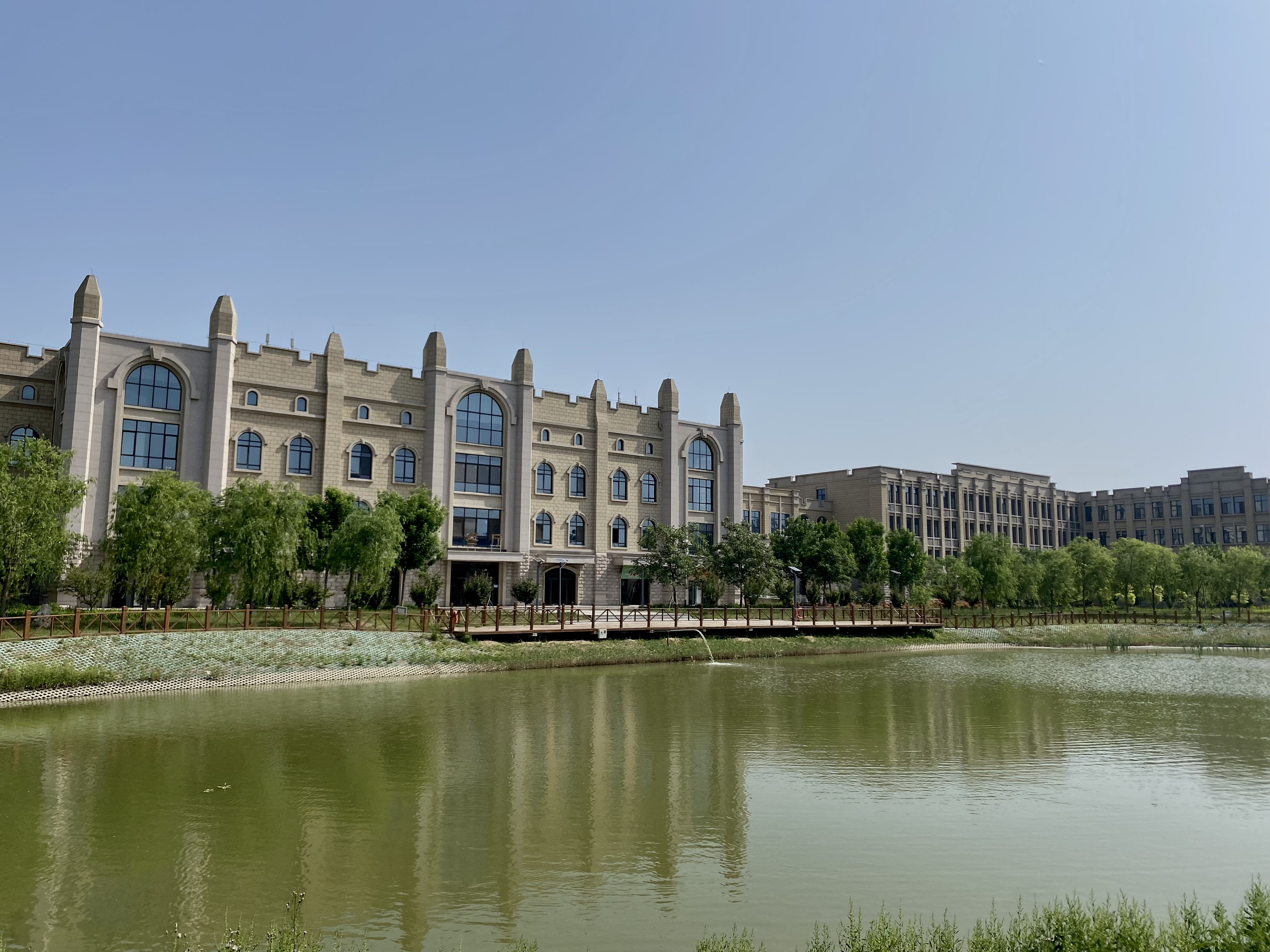
民生高校
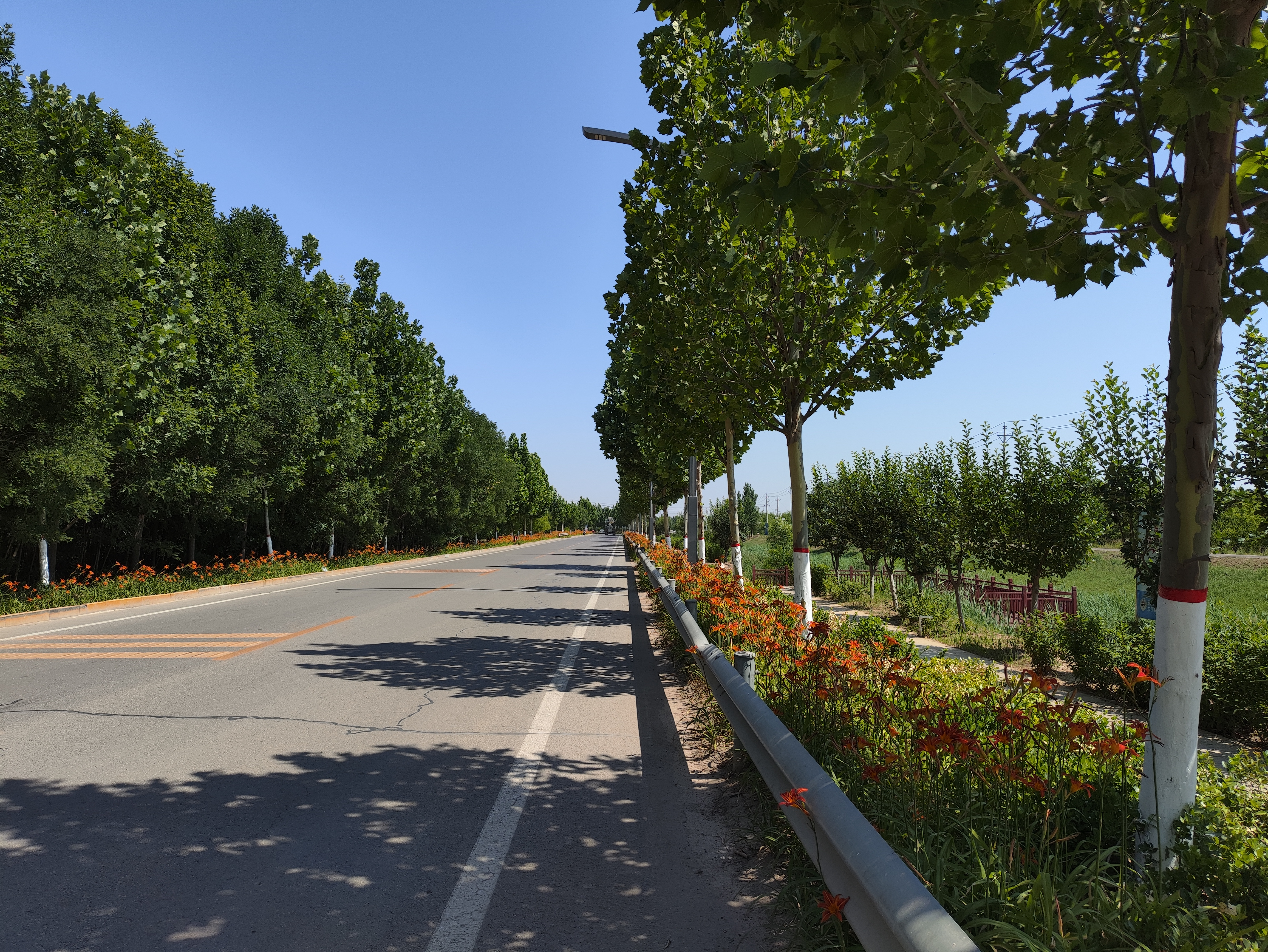
観光路
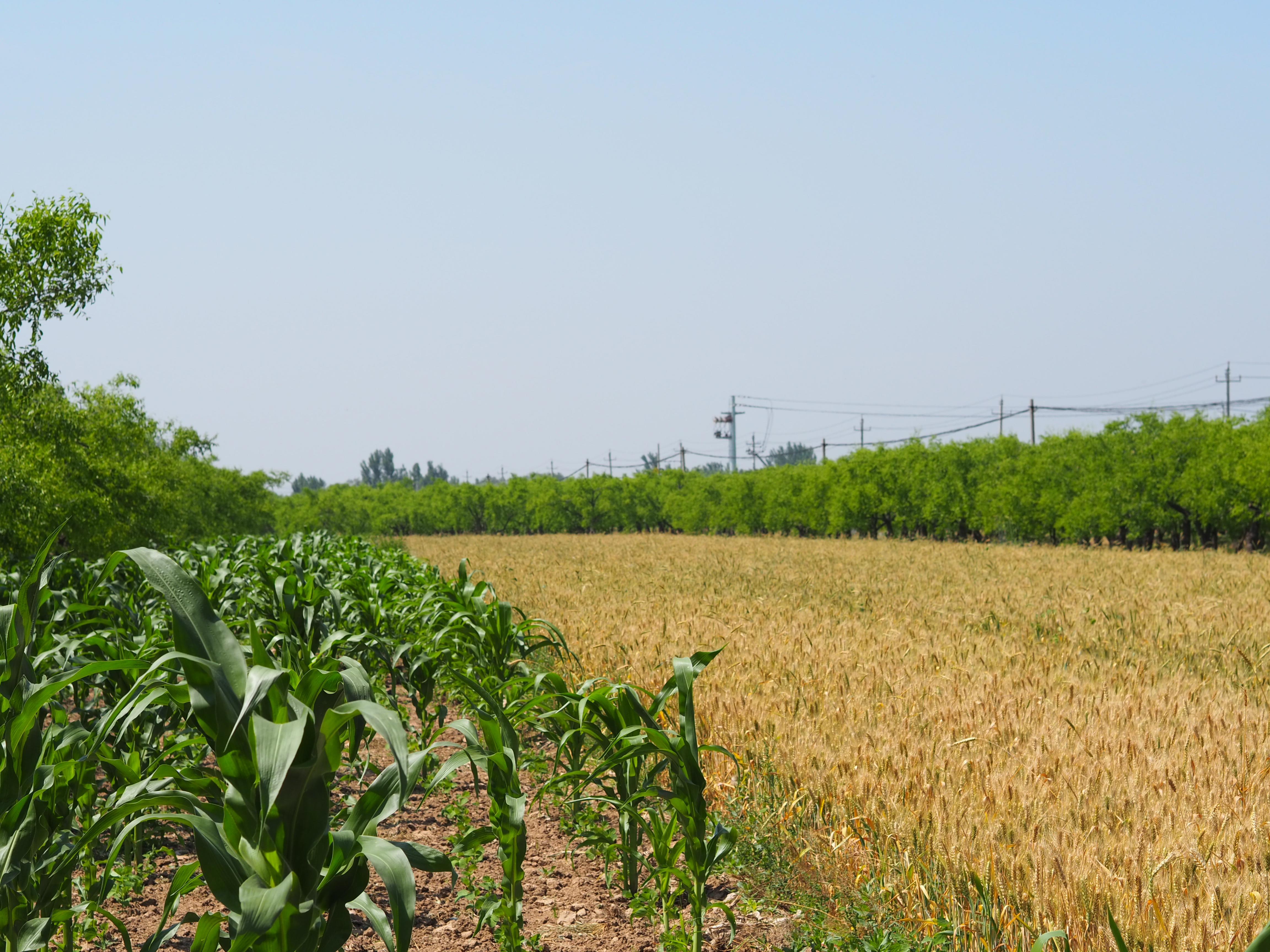
市の農家
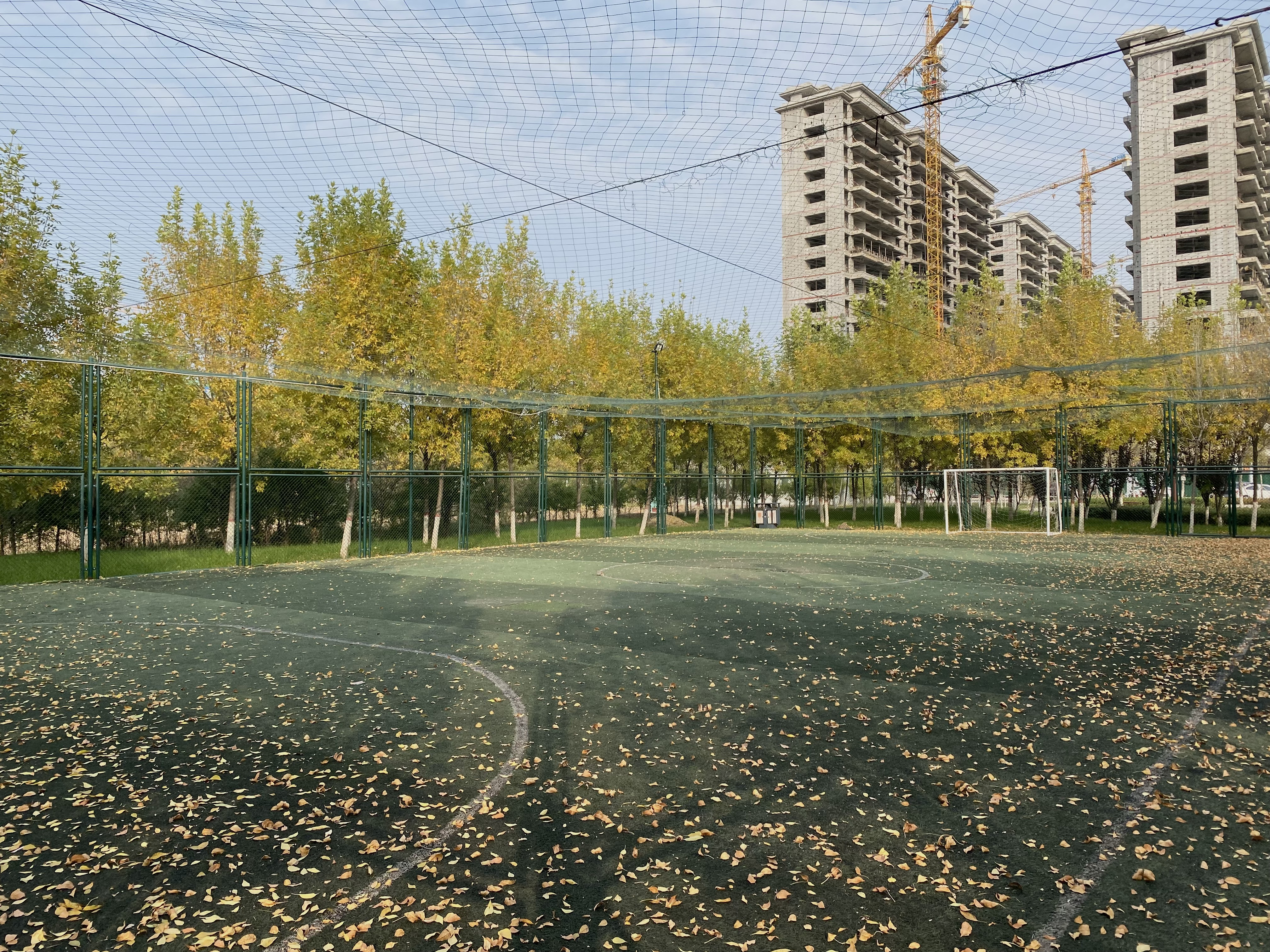
市民フットサルコート

## 出身者
- 宋哲元 - 中華民国の軍人。国民軍、国民革命軍に属す。冀察政務委員会委員長としても知られる。

## 名産
棗の産地として有名。金糸小棗という品種の主要産地の一つである。楽陵金糸小棗（中: 乐陵金丝小枣）は地理標誌産品に登録されている。
黄麺鶏という地元料理が有名。

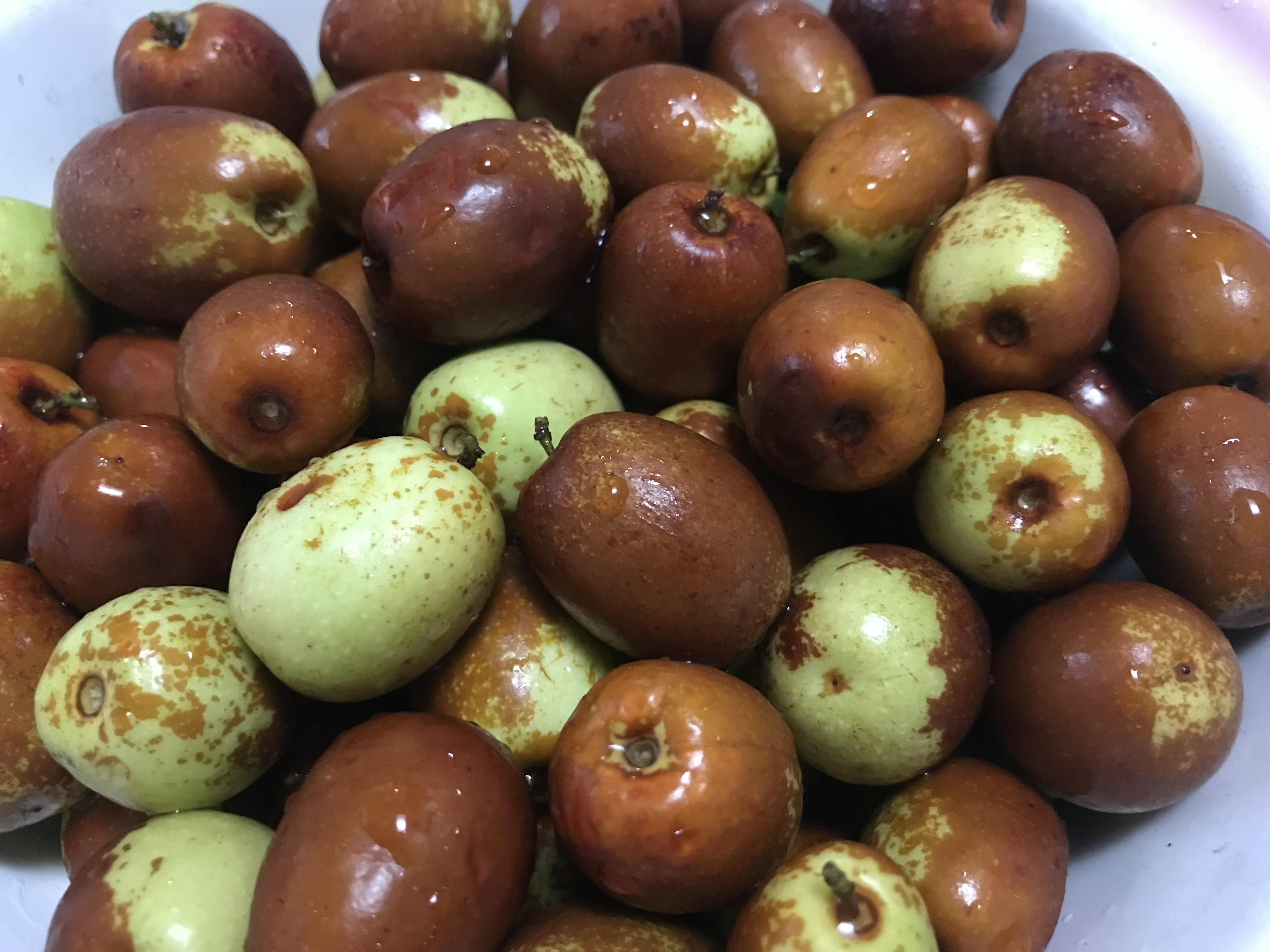
楽陵金糸小棗
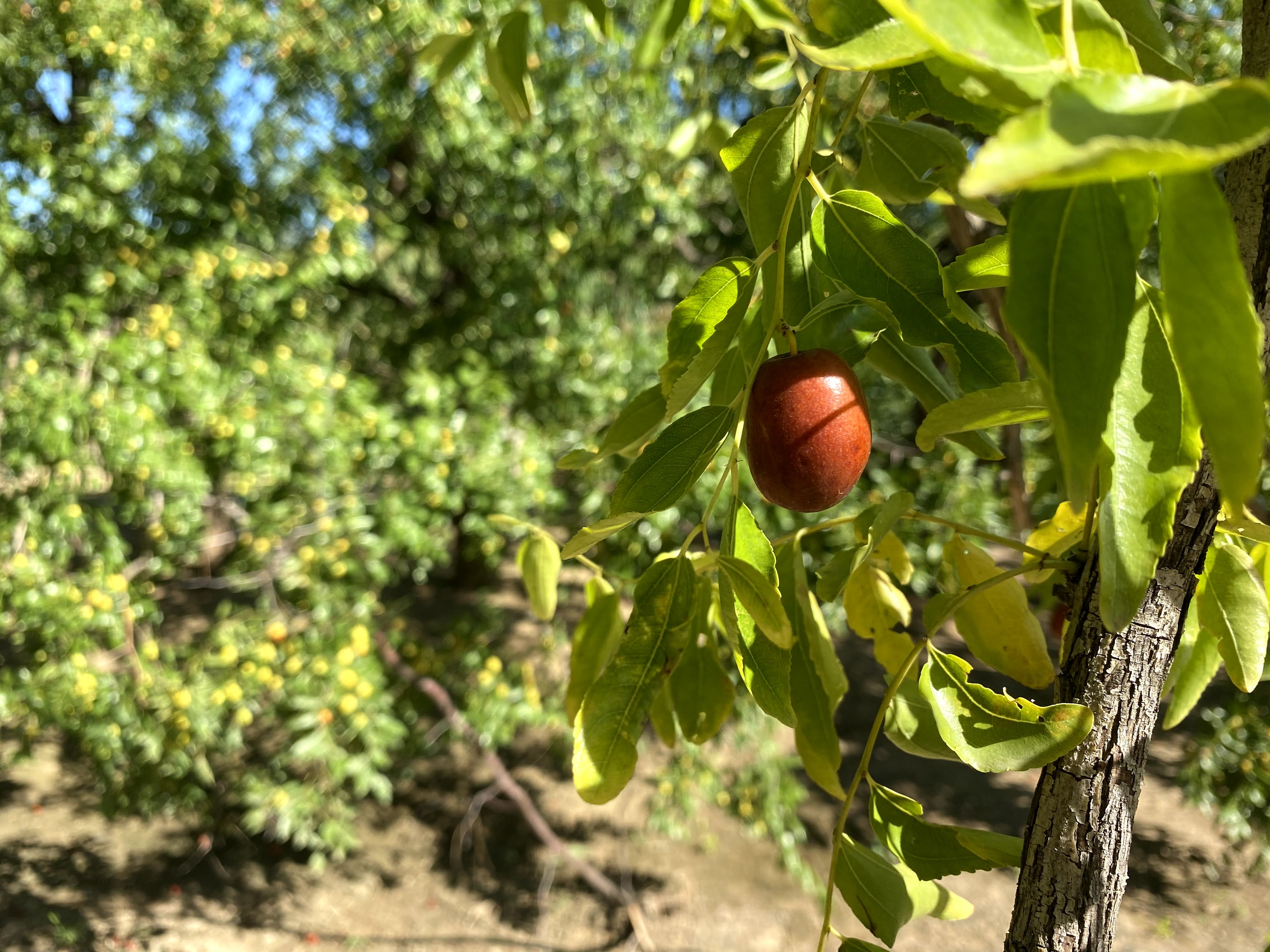
棗の木
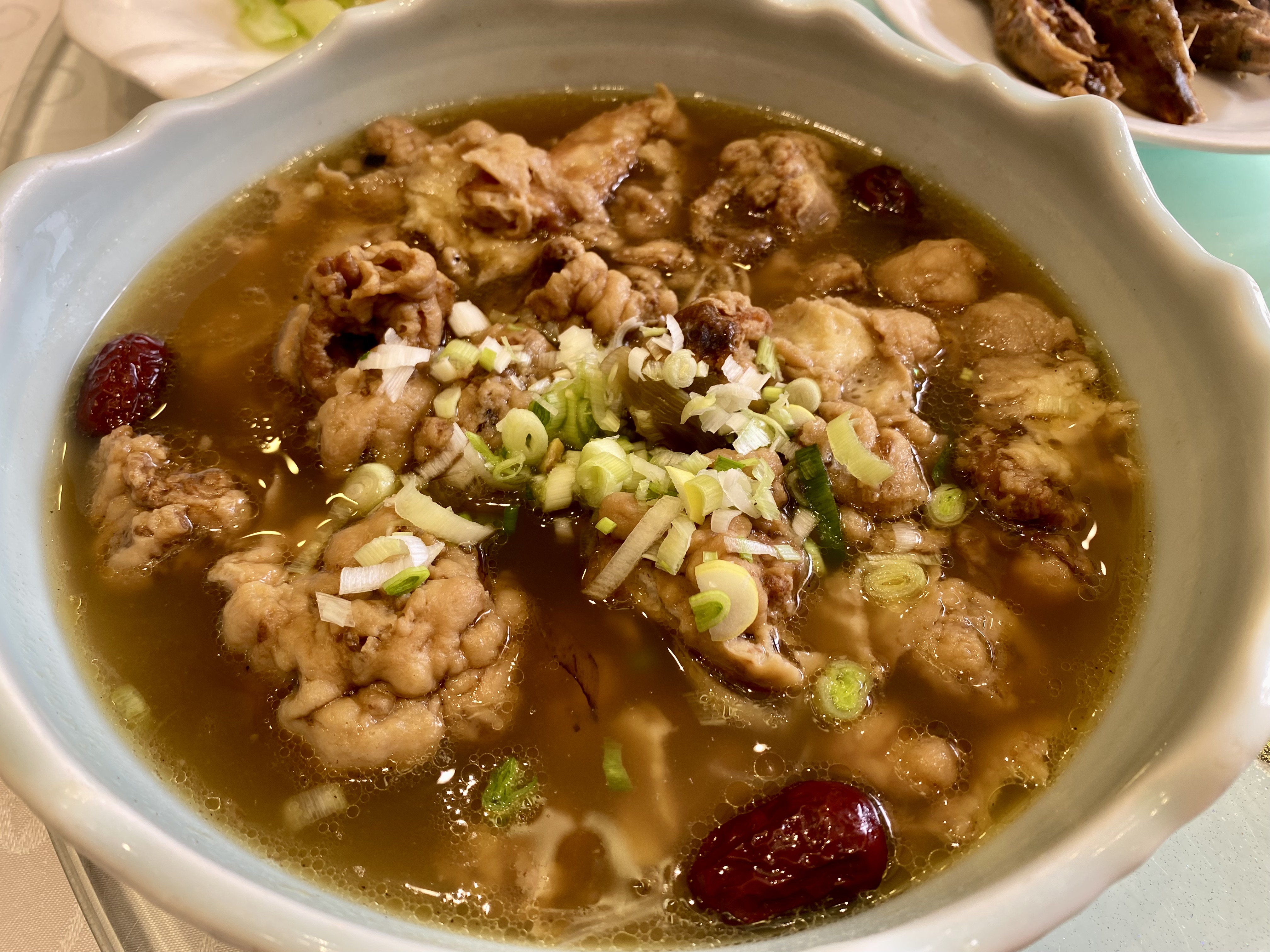
黄麺鶏

## 文化教育

### 教育
大学を持たない。公立、私立小中高校を有している。

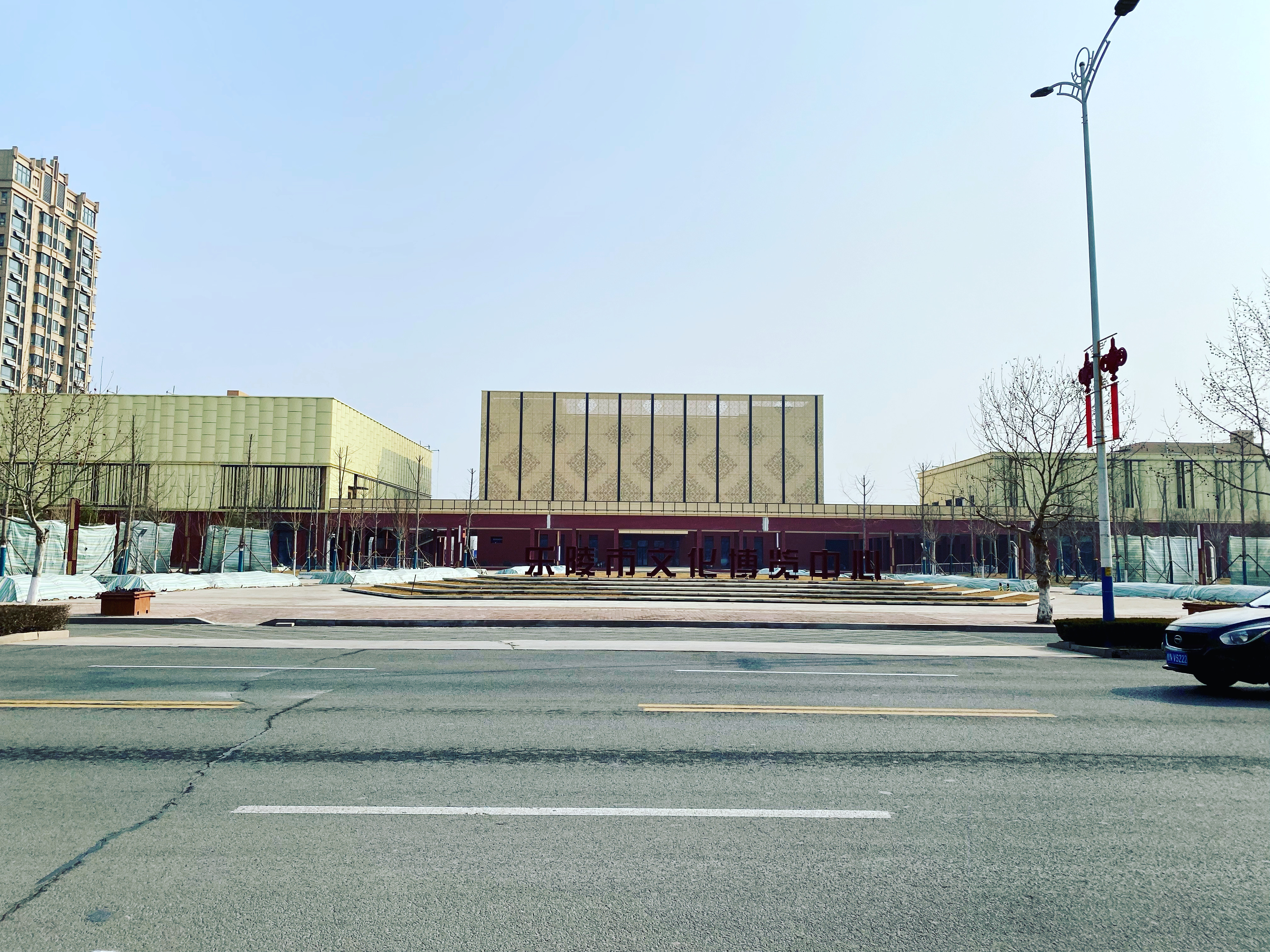
新市民図書館

### 文化
市民図書館、図書室を複数設立している。

### 観光
国家AAAA級観光地楽陵千年棗林景区がある。それ以外にAAA級観光地複数ある。楽陵影視城の一般公開を皮切りに観光業が進む、演劇没入型観光地を複数開発している。

## 産業
スポーツ用品と設備の製造業が盛んでいる。オリンピックの調達先でもある。調味料産業が発達していて、中国最も規模が大きい調味料生産基地の１つである。ナツメを中心に農産品加工産業が多い。2024年に楽陵影視城の完成をきっかけに、映画産業が発展しつつある。